# Крехів (Львівський район)
Кре́хів — село в Україні, у Жовківській міській громаді Львівського району Львівської області.

## Історія
Крехів вперше згадують в історичних документах у 1456 році з приводу того, що двох крехівських селян викликано до суду в селі Желдець. На початку XVII століття за 3 км від Крехова був заснований монастир. У 1669 році монахи збудували навколо монастиря укріплення, перетворивши його на фортецю. 1672 року турки обложили монастир, але взяти його не змогли. У 1860 році на території села було знайдено скарб бронзової доби (приблизно X—VIII століття до н. е.).
У Географічному словнику Королівства Польського та інших земель слов'янських подається наступний опис села Крехів:
|  | Крехів — разом з присілком Камінь та Крехівським монастирем, село в Жовківському повіті, 12 км на захід від Жовкви. На північ лежать Кунин і Руда Крехівська, на схід Нова Сквар'ява, на південний схід Фійна, на південний захід Брище. Східною частиною території села пливе потік Фійна, з південного заходу на північний схід, на північному заході території села — потоки Бзинка і Кислянка. Посередині території села лежить сільська забудова (267 м над рівнем моря), у південній вищій частині (365 м над рівнем моря) лежать присілки «Козулька», «За пасікою», а на південь від них — Василіянський монастир (монастир з фільварком). Ця частина території села є лісистою. У північно-західній стороні, над Бзинкою і Кислянкою лежать території мочарів. Одна частина села називається Каменем. Власність більша (маєток Міцевського) має 340 орної ріллі, 113 лугів і городів, 37 пасовищ, 91 моргів лісу; власність менша (селянська) має 1486 орної ріллі, 624 лугів і городів, 215 пасовищ, 19 моргів лісу. У 1880 році налічувалось в гміні 942 мешканців, 84 на території двору (близько 100 осіб римо-католиків, решта греко-католики). Парафії римо-католицька в Жовкві, греко-католицька в селі, належить до Жовківського деканату Перемиської дієцезії, має філіали в Брищі, Фійні, Горбовиці, Гутиську, Проваллі, Руді Крехівській, Шабельні і в Крехівському монастирі. У селі є дерев'яна церква святої Параскеви та Василіянський монастир з церквою святого Миколая, однокласна школа, ґмінна кредитна каса з капіталом 621 злотий і гуральня… …За часів Речі Посполитої належав Крехів до королівської власності у Львівській землі. У люстрації тієї землі за 1661—1662 роки (Рукопис Оссолінських № 2834, фол. 220—226) можна прочитати: «Тієї держави власником є пан Францішек Стадніцький зі Жмигроду з пані дружиною своєю за привілеєм короля. Двір у Крехові: Той після війни угорської наново власником теперішнім немалим коштом збудований. Будинок перший новий, в якому 2 кімнати закінчені, інші 2 закінчити мають; у другому будинку 3 кімнати з коморами і кухнею; у третьому будинку, де підстароста проживає, 2 кімнати; стайня одна на 30 коней, інша на 15; земляних комор 3. Подвір'я навколо обкошене. Бровар стоїть перед двором. Село Крехів: це село віддавна на 33 півланках посаджене, між якими є півлана вибранецького і півланок інший ландвійтівський. Підданих у цьому селі перед війною було 200, тепер лише 20 осідлих, які на двох ланах сидять і чиншу з четверті лану дають по 20 грошів. Бортників у цьому селі налічувалось 30 осіб, перед тим їх налічувалось 5 та один мельник. Загородників було перед війною 23, згодом — 8. Корчма в цьому селі перед війною була і добре працювала, однак через те, що пиво з двору на село дають, накладаємо на неї провенту 300 злотих. Друга корчма в бору, яку тримає учтивий Андрій Боровець… …Границі це село має: з Добрушином з однієї, з Глинськом з другої, з Мецєжинем з третьої, з Мокротином з четвертої сторони. Сума провіанту з цього села 1363 злотих 20 грошів… …До Крехівської «держави» належать села: Скварява, Чайкова Вілька, Кунин, Воля Кунинська…» |

12 червня 2020 року, відповідно до розпорядження Кабінету Міністрів України № 718-р «Про визначення адміністративних центрів та затвердження територій територіальних громад Львівської області», село увійшло до складу Жовківської міської громади.
19 липня 2020 року, в результаті адміністративно-територіальної реформи та ліквідації Жовківського району, село увійшло до складу новоствореного Львівського району.

## Галерея

Релігійні споруди
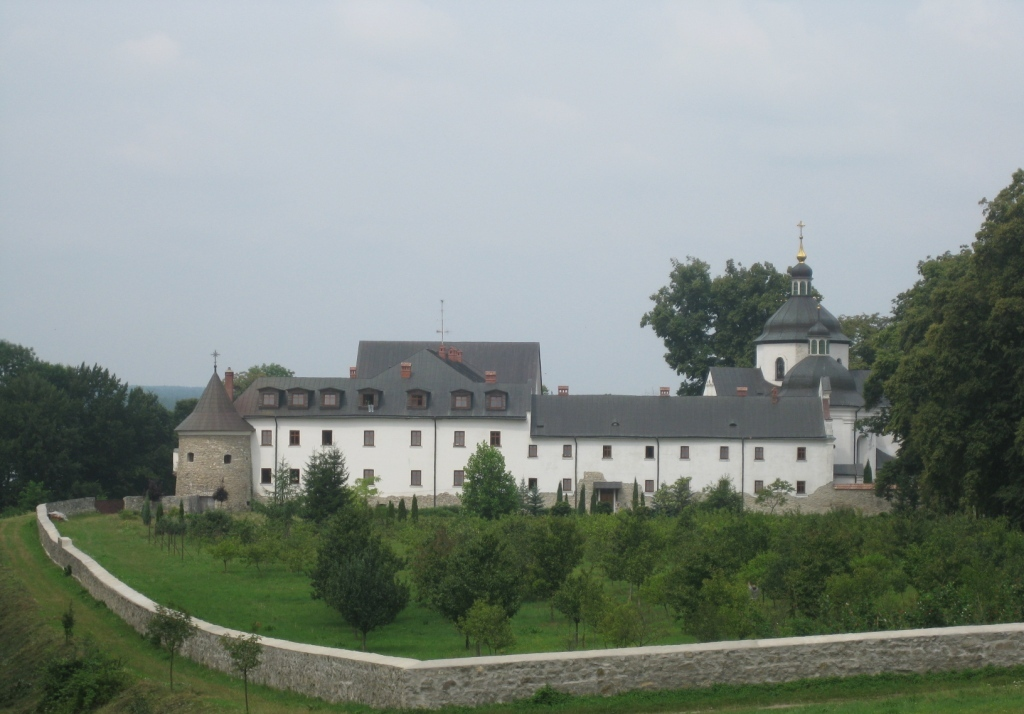
Крехівський монастир
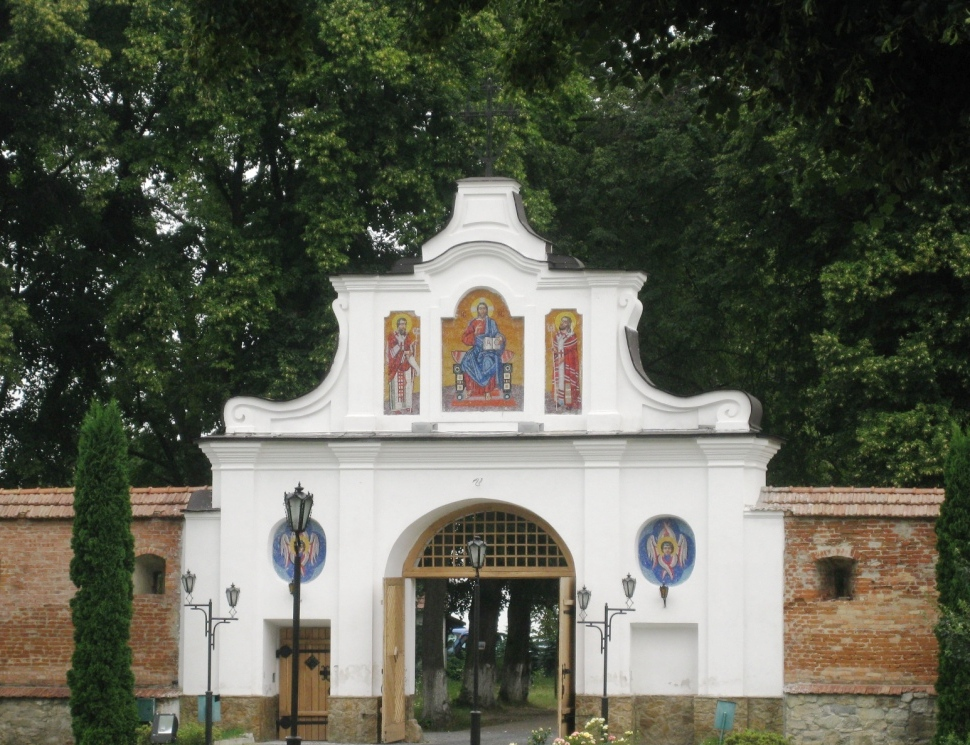
Брама Крехівського монастиря
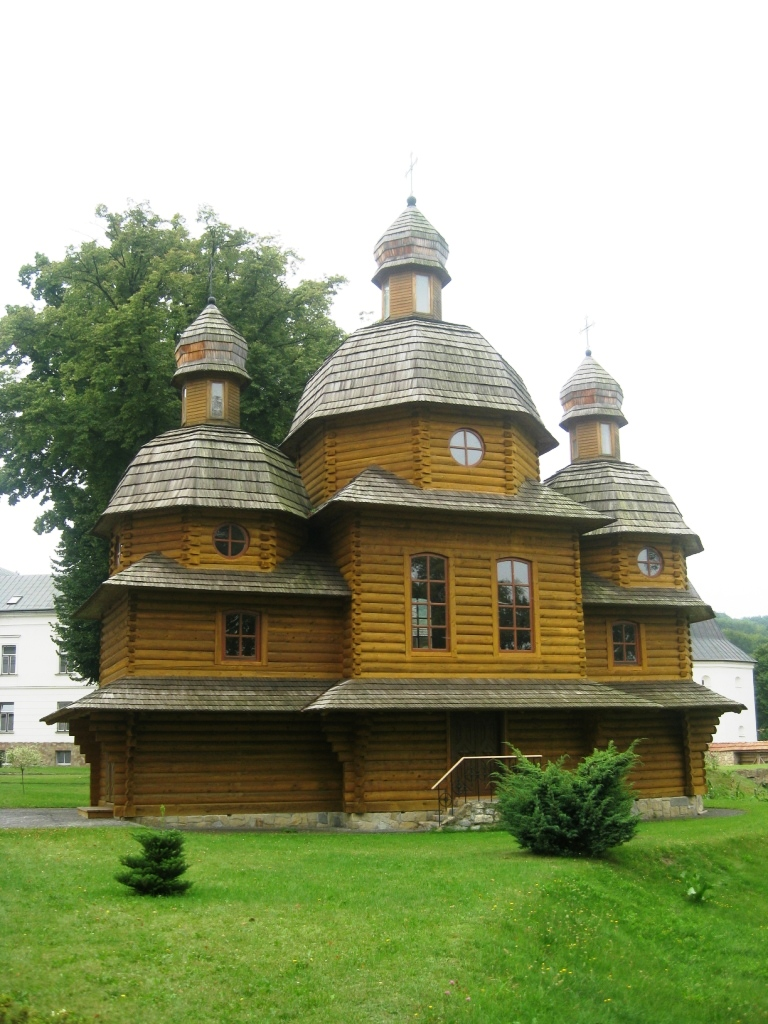
Церква Покрови Пресвятої Богородиці
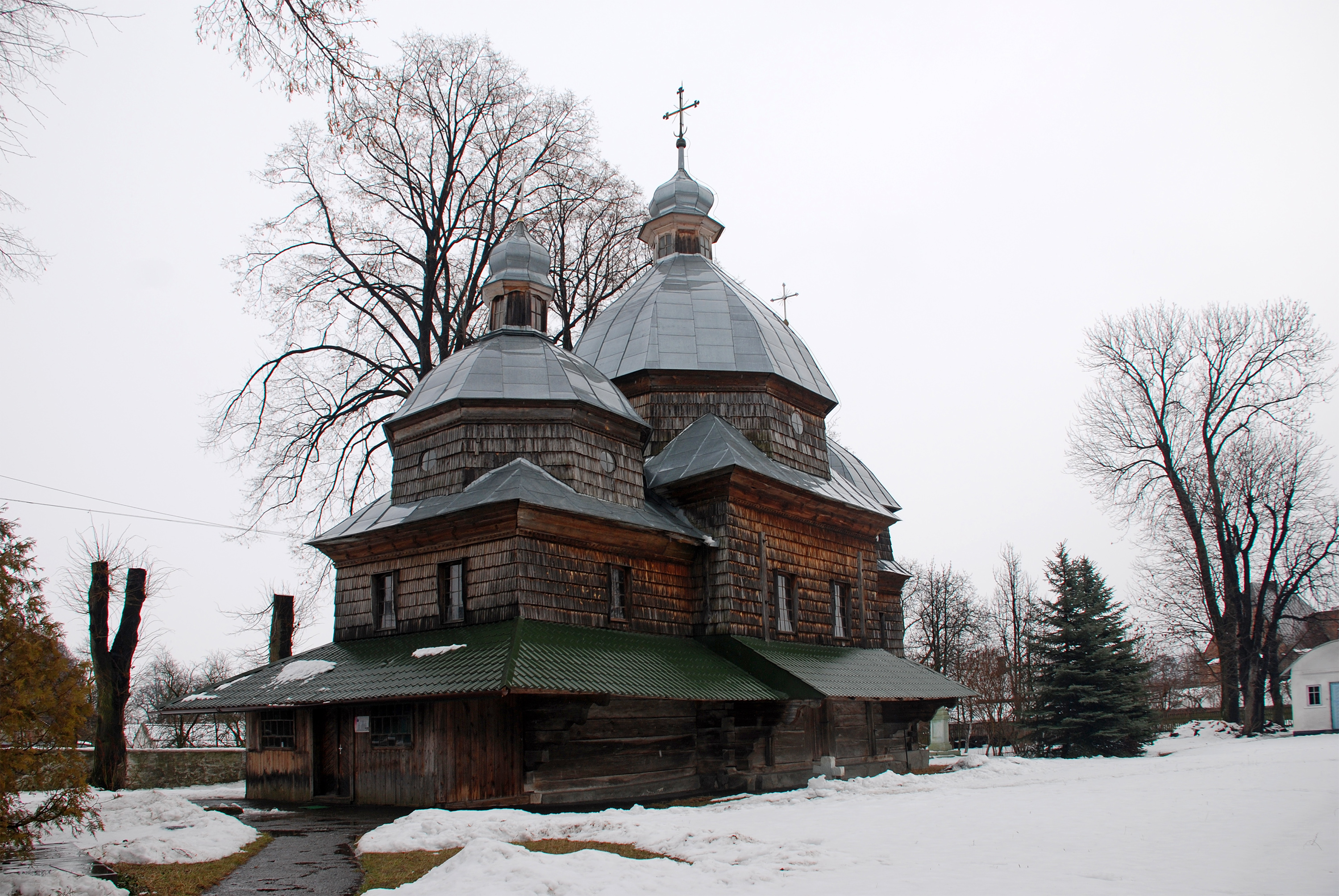
Церква Святої Параскеви XVIII століття
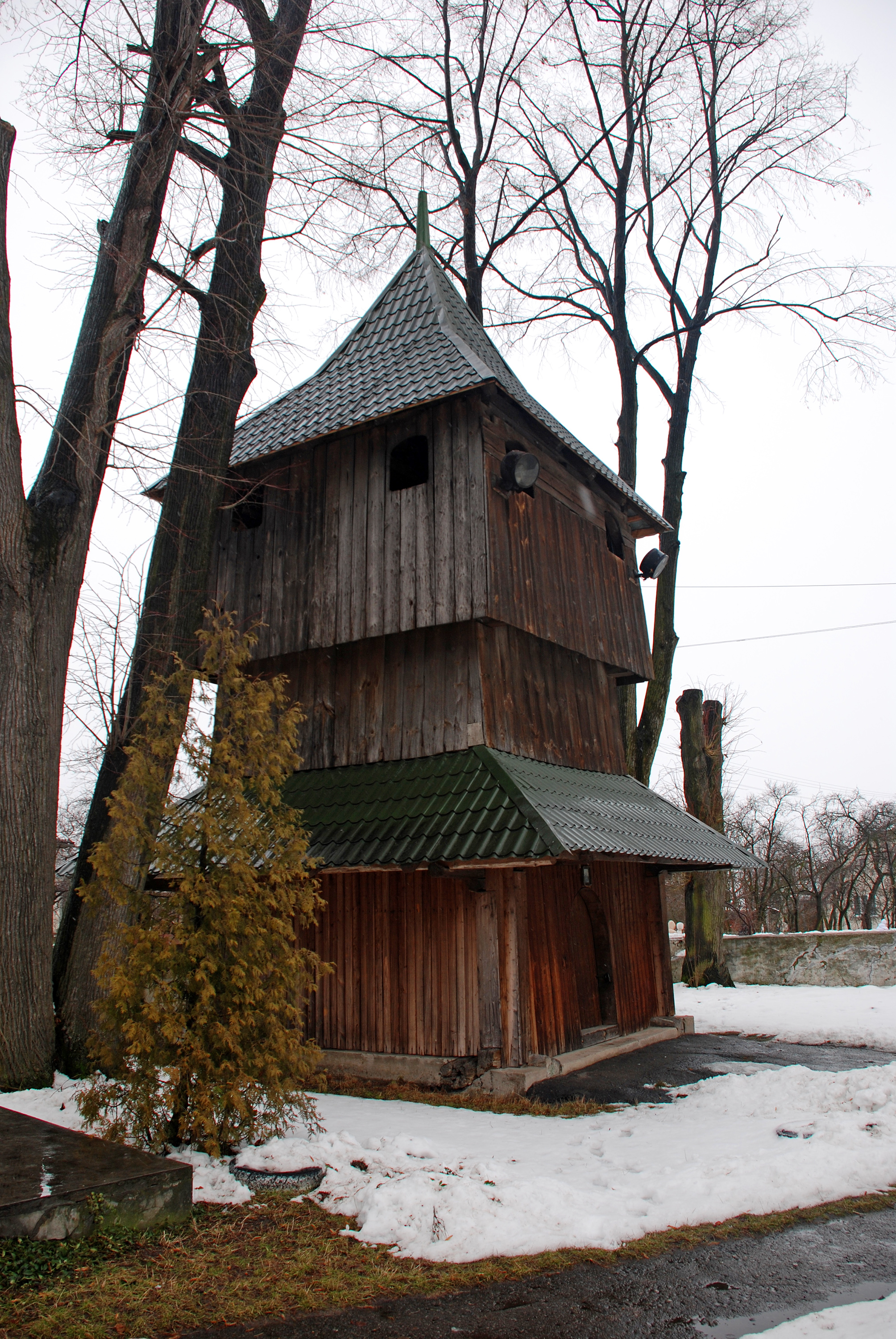
Дзвіниця церкви Святої Параскеви
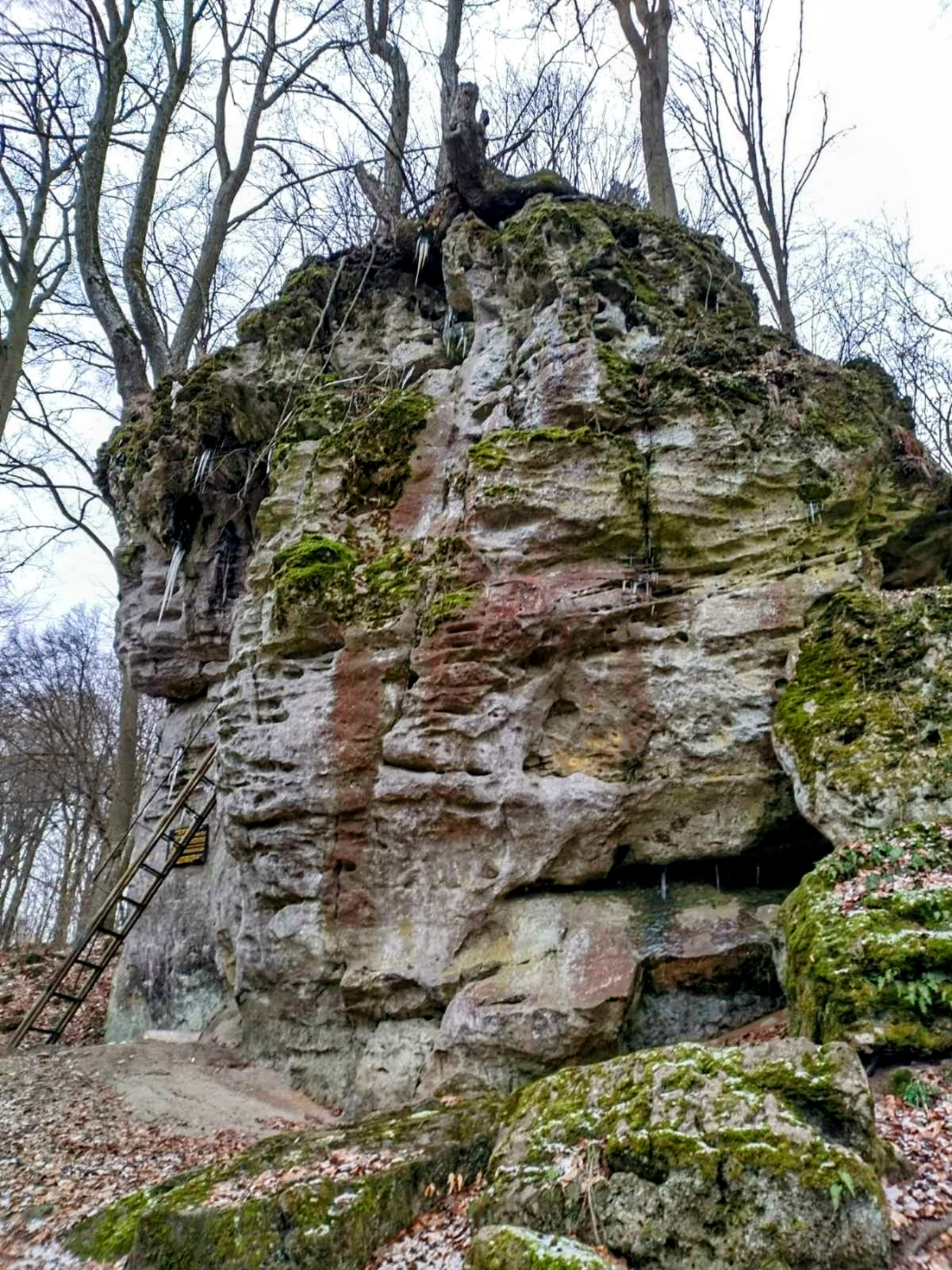
Крехівські печери